# Einheitskugel

Einheitskugel (rot) und -sphäre (blau) für die euklidische Norm in zwei Dimensionen

Unter der Einheitskugel versteht man in der Mathematik die Kugel mit Radius eins um den Nullpunkt eines normierten Vektorraums. Dabei wird ein verallgemeinerter Begriff des Abstands zugrunde gelegt, so dass je nach Zusammenhang die Einheitskugel keine Ähnlichkeit mehr mit einer herkömmlichen Kugel haben muss. Diese Einheitssphäre ist der Rand der Einheitskugel, im zweidimensionalen reellen Vektorraum mit der euklidischen Norm ist dies der Einheitskreis.

## Allgemeine Definition
Es sei {\displaystyle (X,\|{\cdot }\|)} ein normierter Vektorraum. Dann nennt man die Menge der Punkte, deren Abstand vom Nullpunkt kleiner als eins ist, die offene Einheitskugel in {\displaystyle X}:
{\displaystyle B_{X}:=\{x\in X:\|x\|<1\}.}
Entsprechend bezeichnet
{\displaystyle {\overline {B_{X}}}:=\{x\in X:\|x\|\leq 1\}}
die abgeschlossene Einheitskugel in {\displaystyle X} sowie
{\displaystyle \partial B_{X}:=\{x\in X:\|x\|=1\}}
die Einheitssphäre in {\displaystyle X}.
Mittels Translation und Skalierung lassen sich in einem Raum beliebige Kugeln in die Einheitskugel überführen. Deshalb reicht es oft aus, bestimmte Aussagen nur für die Einheitskugel nachzuweisen, um die Gültigkeit für beliebige Kugeln zu folgern.

## Einheitskugel in endlichdimensionalen Räumen

Einheitssphären im

Im Falle des euklidischen Raumes {\displaystyle \mathbb {R} ^{n}} definiert man die abgeschlossene Einheitskugel bezüglich der euklidischen Norm {\displaystyle \|x\|_{2}={\sqrt {x_{1}^{2}+x_{2}^{2}+\cdots +x_{n}^{2}}}} mittels
{\displaystyle {\overline {B_{\mathbb {R} ^{n}}}}:=\{x\in \mathbb {R} ^{n}:\|x\|_{2}\leq 1\}.}
Einheitskugeln können alternativ im {\displaystyle \mathbb {R} ^{n}} bezüglich anderer Normen definiert werden, beispielsweise der Summennorm (1-Norm) {\displaystyle \|x\|_{1}=|x_{1}|+|x_{2}|+\cdots +|x_{n}|} oder der Maximumsnorm {\displaystyle \|x\|_{\infty }=\max\{|x_{1}|,|x_{2}|,\dots ,|x_{n}|\}}. Die geometrische Gestalt der Einheitskugel hängt von der gewählten Norm ab und ist nur mit der euklidischen Norm tatsächlich kugelförmig.

## Volumen und Oberfläche
Das Volumen einer {\displaystyle n}-dimensionalen, euklidischen Einheitskugel (üblich als Ball {\displaystyle B^{n}} bezeichnet) beträgt
{\displaystyle V_{n}={\frac {2\pi ^{n/2}}{n\Gamma ({\frac {n}{2}})}}={\frac {\pi ^{n/2}}{\Gamma ({\frac {n}{2}}+1)}}}
Hierbei ist {\displaystyle \Gamma } die Gammafunktion, eine analytische Fortsetzung der (verschobenen) Fakultät auf die reellen Zahlen. Für gerades {\displaystyle n} vereinfacht sich die Formel zu {\displaystyle V_{n}={\tfrac {\pi ^{n/2}}{(n/2)!}}}.
Die Oberfläche eines {\displaystyle B^{n}} (üblich als Sphäre {\displaystyle S^{n-1}} bezeichnet) beträgt
{\displaystyle A_{n}=nV_{n}={\frac {n\pi ^{n/2}}{\Gamma (1+n/2)}}={\frac {2\pi ^{n/2}}{\Gamma (n/2)}}}
Es gelten folgende Rekursionen:
{\displaystyle V_{n}={\frac {2\pi }{n}}V_{n-2}} für {\displaystyle n>1}.
{\displaystyle A_{n}={\frac {2\pi }{n-2}}A_{n-2}} für {\displaystyle n>2}.
Bemerkenswert ist in diesem Zusammenhang, dass das Volumen der Einheitskugel in Abhängigkeit von der Raumdimension {\displaystyle n} bis {\displaystyle n=5} zunächst zunimmt, um dann wieder abzufallen – und sogar für {\displaystyle n\to \infty } gegen 0 zu gehen. Die Oberfläche nimmt von der Raumdimension {\displaystyle n} bis {\displaystyle n=7} zunächst zu, und geht für {\displaystyle n\to \infty } gegen 0.
| Volumen und Oberfläche der Einheitskugel | Volumen und Oberfläche der Einheitskugel               | Volumen und Oberfläche der Einheitskugel | Volumen und Oberfläche der Einheitskugel              | Volumen und Oberfläche der Einheitskugel |
| Dimension                                | Volumen                                                | Volumen                                  | Oberfläche                                            | Oberfläche                               |
| ---------------------------------------- | ------------------------------------------------------ | ---------------------------------------- | ----------------------------------------------------- | ---------------------------------------- |
| 0                                        | 1                                                      | 1                                        | 0                                                     | 0                                        |
| 1                                        | 2                                                      | 2                                        | 2                                                     | 2                                        |
| 2                                        | {\displaystyle \pi }                                   | 3,141                                    | {\displaystyle 2\pi }                                 | 6,283                                    |
| 3                                        | {\displaystyle {\frac {4}{3}}\pi }                     | 4,189                                    | {\displaystyle 4\pi }                                 | 12,57                                    |
| 4                                        | {\displaystyle {\frac {1}{2}}\pi ^{2}}                 | 4,935                                    | {\displaystyle 2\pi ^{2}}                             | 19,74                                    |
| 5                                        | {\displaystyle {\frac {8}{15}}\pi ^{2}}                | 5,264                                    | {\displaystyle {\frac {8}{3}}\pi ^{2}}                | 26,32                                    |
| 6                                        | {\displaystyle {\frac {1}{6}}\pi ^{3}}                 | 5,168                                    | {\displaystyle \pi ^{3}}                              | 31,01                                    |
| 7                                        | {\displaystyle {\frac {16}{105}}\pi ^{3}}              | 4,725                                    | {\displaystyle {\frac {16}{15}}\pi ^{3}}              | 33,07                                    |
| 8                                        | {\displaystyle {\frac {1}{24}}\pi ^{4}}                | 4,059                                    | {\displaystyle {\frac {1}{3}}\pi ^{4}}                | 32,47                                    |
| 9                                        | {\displaystyle {\frac {32}{945}}\pi ^{4}}              | 3,299                                    | {\displaystyle {\frac {32}{105}}\pi ^{4}}             | 29,69                                    |
| 10                                       | {\displaystyle {\frac {1}{120}}\pi ^{5}}               | 2,550                                    | {\displaystyle {\frac {1}{12}}\pi ^{5}}               | 25,50                                    |
| 12                                       | {\displaystyle {\frac {1}{720}}\pi ^{6}}               | 1,335                                    | {\displaystyle {\frac {1}{60}}\pi ^{6}}               | 16,02                                    |
| 20                                       | {\displaystyle {\frac {1}{3628800}}\pi ^{10}}          | 0,0258                                   | {\displaystyle {\frac {1}{181440}}\pi ^{10}}          | 0,516                                    |
| 25                                       | {\displaystyle {\frac {8192}{7905853580625}}\pi ^{12}} | 0,000958                                 | {\displaystyle {\frac {8192}{316234143225}}\pi ^{12}} | 0,0239                                   |

Die Einheitskugel bezüglich der Summennorm ist geometrisch ein Kreuzpolytop, ihr Volumen beträgt {\displaystyle {\tfrac {2^{n}}{n!}}}.
Die Einheitskugel bezüglich der Maximumsnorm ist ein Hyperwürfel mit Kantenlänge 2, hat also das Volumen {\displaystyle 2^{n}}.

## Bemerkungen
- Die Einheitssphäre bildet den Rand der Einheitskugel. Entsprechend ist im zweidimensionalen die Einheitskugel nicht der Kreis, sondern die Kreisscheibe.

- Allgemeiner kann eine Einheitskugel in jedem metrischen Raum definiert werden. Zu beachten ist, dass dort nicht von vornherein ein Punkt als Nullpunkt ausgezeichnet sein muss und man deswegen nur bedingt von der Einheitskugel eines metrischen Raumes sprechen kann. Weiterhin sind gerade bei Metriken, die nicht norminduziert sind, die Einheitskugeln noch weiter von der Anschauung entfernt. Speziell gilt in einem Vektorraum {\displaystyle X} mit der diskreten Metrik: {\displaystyle B_{X}=\{0\}}, {\displaystyle {\overline {B_{X}}}=X} und {\displaystyle \partial B_{X}=X\backslash \{0\}.}

- Bei der Betrachtung von Umgebungen wird die Einheitskugel auch als 1-Kugel oder 1-Ball bezeichnet.

## Eigenschaften
- Die abgeschlossene Einheitskugel {\displaystyle {\overline {B_{X}}}} ist konvex. (Die Konvexität folgt aus der Dreiecksungleichung.)
- Sie ist punktsymmetrisch zum Ursprung 0: {\displaystyle x\in {\overline {B_{X}}}\implies -x\in {\overline {B_{X}}}}.
- Umgekehrt wird in einem endlichdimensionalen Vektorraum durch jede abgeschlossene konvexe Menge {\displaystyle B}, die punktsymmetrisch zum Ursprung liegt und den Ursprung im Inneren enthält, eine Norm definiert, die diese Menge als Einheitskugel hat: {\displaystyle \lVert x\rVert _{B}=\min\{\,t>0:{\tfrac {x}{t}}\in B\,\}}, für {\displaystyle x\neq 0} (siehe Minkowski-Funktional).
- Die abgeschlossene Einheitskugel {\displaystyle {\overline {B_{X}}}} ist genau dann kompakt, wenn {\displaystyle X} endlichdimensional ist.
- Die abgeschlossene Einheitskugel {\displaystyle {\overline {B_{X}}}} ist genau dann schwach kompakt, wenn {\displaystyle X} reflexiv ist.
- Die abgeschlossene Einheitskugel {\displaystyle {\overline {B_{X^{\prime }}}}} im topologischen Dualraum {\displaystyle X^{\prime }} von {\displaystyle X} ist immer schwach-*-kompakt (Satz von Banach-Alaoglu).

## Anwendungen in den Naturwissenschaften
In vielfältiger Art wird die Einheitskugel in den Geowissenschaften angewandt, insbesondere für Berechnungen auf der Erdkugel. Sie erfolgen mit sogenannten Kugeldreiecken und den Formeln der Sphärischen Trigonometrie, wenn eine Genauigkeit von etwa 0,1 % genügt, zum Beispiel bei der Geografie und Kartografie, Globenberechnungen und Navigation. Die wahren Distanzen erhält man aus den Kugelbögen durch Multiplikation mit dem Erdradius.
Für höhere Genauigkeit – vor allem in der Geodäsie – ist statt der Erdkugel das Erdellipsoid zu verwenden. Mit der Methode der Verebnung sind aber Dreiecksberechnungen auch sphärisch möglich.
Geologen verwenden für Richtungsanalysen von Gesteinsschichten oder Klüften eine Einheitskugel, die sie Lagenkugel nennen. In sie werden die Normalenvektoren der jeweiligen Ebenen eingetragen und danach in flächentreuer Azimutalprojektion dargestellt.
Auch astronomische Berechnungen werden seit jeher auf der Einheitskugel um den Beobachter durchgeführt. Sie entspricht dem freiäugigen Anblick des Himmelsgewölbes und wird Himmelskugel genannt, auf der die sphärische Astronomie eigene Koordinatensysteme für Winkelmessungen und Sternörter definiert hat. Ob der Kugelradius mit 1 oder mit ∞ angenommen wird, ist dabei ohne Belang.